# Demeter
För andra betydelser, se Demeter (olika betydelser).

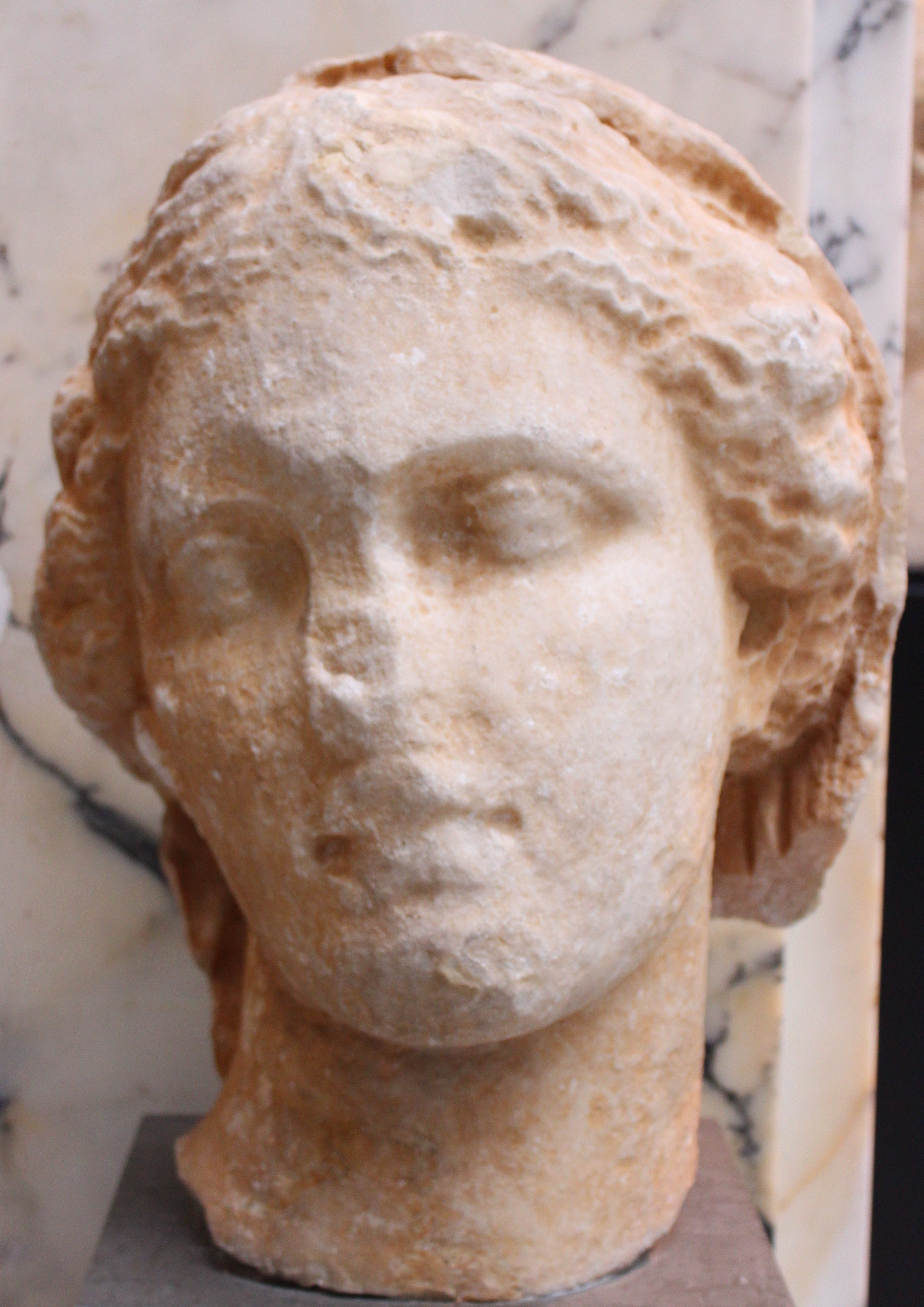
Kolossalhuvud av gudinnan från cirka 350 f.Kr. i Medelhavsmuseet i Stockholm. Huvudet tillhörde på grund av sin storlek troligen en kultstaty från ett tempel och föreställde Demeter med huvudet i ena handen, sörjande sin försvunna dotter; spår av hennes fingrar på ena kinden kvarstår.

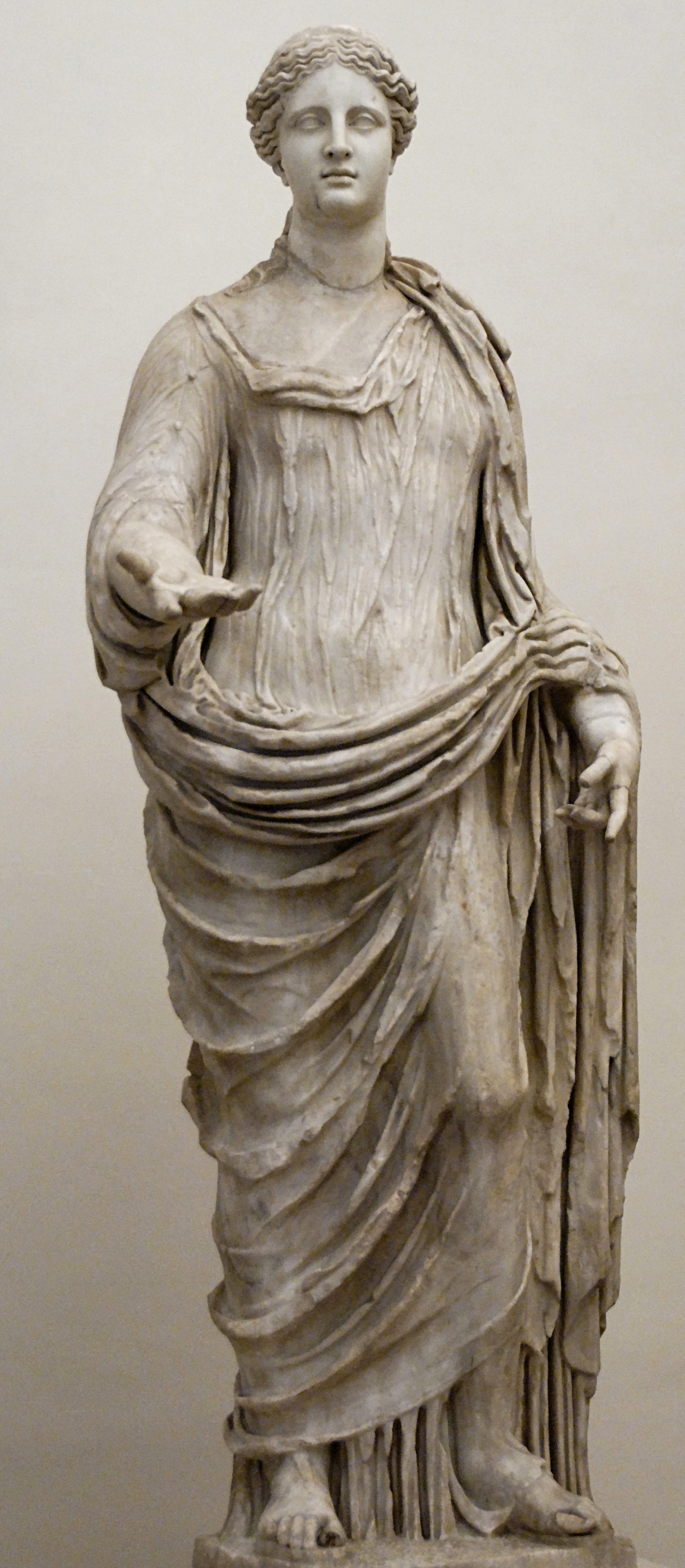
Demeter. Romersk kopia av grekiskt original.

Demeter (grekiska Δημήτηρ) var en fruktbarhets- och skördegudinna i grekisk mytologi, som dyrkades framför allt i Eleusis. Kulten går tillbaka till den mykenska tiden. Hon var dotter till Kronos och Rhea samt mor till Persefone. Hon var också syster och älskarinna till Zeus. Andra mäktiga bröder var Hades samt Poseidon. Demeter var en av olymperna, de främsta av gudarna i grekisk mytologi. Motsvarigheten i romersk mytologi är Ceres.

## I mytologin
Mytologin kring Demeter är något begränsad. Homeros ger inte åkerbrukets gudinna vidare stort utrymme, hon är för lantlig och för oridderlig för att passa in i dennes epos. Även i andra sammanhang är hon i stort sett frånvarande från olympernas äventyr. Den mest framträdande myten om Demeter och Persefone är den som beskrivs i den homeriska "Demeterhymnen". Myten beskriver hur Demeters dotter Kore (Persefone) blir bortrövad av sin morbror Hades, med Zeus godkännande.
Demeter söker vida efter sin dotter. Hon hamnar i Eleusis där hon försöker adoptera ett människobarn, och försöker göra gossen odödlig men avbryts av barnets mor. Denna del av myten ligger till grund för de eleusinska mysterierna. Till slut återfinner Demeter sin dotter, men då Persefone har ätit från ett granatäpple i underjorden tillhör hon Hades, så hon måste periodvis återvända dit. Enligt de allra först teorierna, redan från antiken, symboliserar myten planterandet av sädeskornet i jorden som sedan åter spirar.
Denna del av hymnen, när Demeter återfinner Persefone som då ätit av ett granatäpple av Hades och därmed tillhör underjorden, brukar som tidigare nämnt symbolisera planterandet av sädeskornet. Det sägs alltså att denna del av hymnen var det som fastställde Atens jordbruksår. Den tredjedel som Persefone tillbringade i underjorden symboliserade hösten och de två tredjedelar i övre världen skulle symbolisera vår och sommar. Sädesfröna som sätts i jorden på hösten symboliserar Persefone när hon beger sig ner till underjorden, men när våren ankommer blommar säden och Persefone återvänder och tillbringar två tredjedelar av året, vår och sommar, i övre världen på samma sätt som säden.
Även Ovidius återberättar sin egen version av myten.

## Riter och festivaler
Myten om Persefones försvinnande ligger till grund för de eleusinska mysterierna och de nämns även i slutet av Demeterhymnen. Bakgrunden: Demeter tar tjänst hos kung Keleos i Eleusis under sina vandringar för att finna sin dotter. Här experimenterar hon med att försöka göra kungens son odödlig. Hon avbryts och blir vredgad men innan hon lämnar Eleusis inbjuder hon folket där att upprätta ett tempel och en kultplats till hennes ära och inviger de lokala heroerna i riterna kring odödlighet.
Men eftersom Demeter blev avbruten i sitt försök att göra kungens son odödlig, är inte riterna fullständiga och ger ej evigt liv, men ändock förmåner i efterlivet. Ritplatsen uppstår alltså genom denna hieros logos, heliga förklaring. Demeter anländer till platsen och detta är förklaringen till varför man firar de eleusinska mysterierna just här.
I närheten av Eleusis träffar Demeter också på Triptolemos och sänder honom ut i världen för att sprida agrikulturen. Detta är ett vanligt förekommande tema på avbildningar av Demeter. Eleusis ligger i närheten av Aten och blev senare starkt sammankopplade med staden. Kulten hade väldigt stor betydelse för folket i staden och de var mycket stolta över den. Man kan kalla den en statskult, och alla var välkomna att delta, till och med slavar. Endast brottslingar avvisades. Atenarna försökte till och med förmå andra stadsstater att sända gåvor i samband med mysterierna.
Om riterna som ingick i mysteriet vet forskarna ganska lite. Man vet att adepterna först fick genomgå en förberedande träning för att sedan bli upptagna som epoptes och fick ta del av de högsta mysterierna. Riten överlevde länge, ända fram till senantiken då goterna till slut förstörde kultplatsen.
Thesmophoria som också sammankopplas med Demeterhymnen var en annan rit som utfördes till Demeters och Persefones ära och denna rit var exklusiv för kvinnor.
Även olika skördefester, som beskrivs som glada och lantliga festivaler tillägnades Demeter.

## Galleri

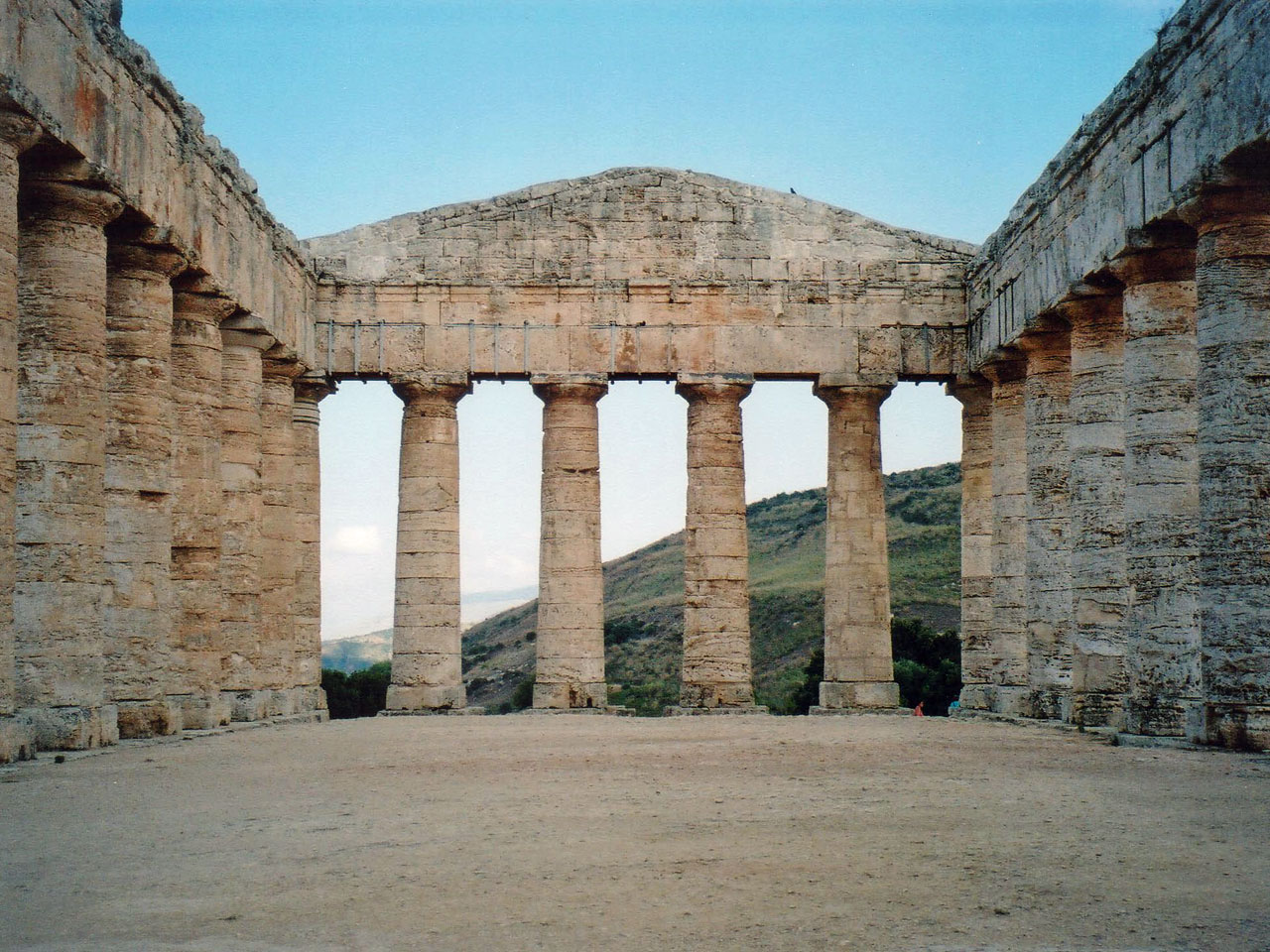
Tempel till Demeter, Segesta (Sicilien).
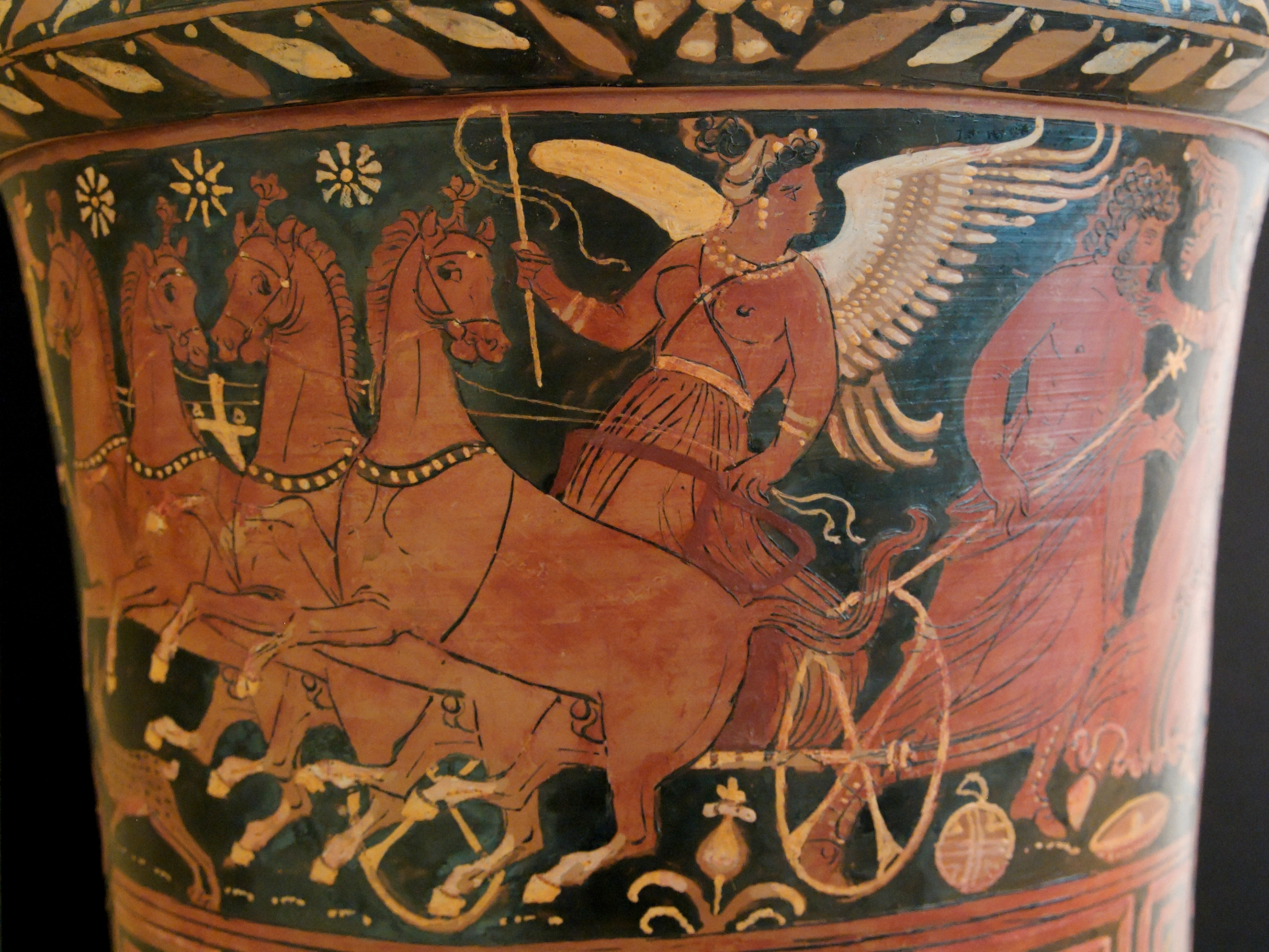
Persefones bortförande, rödfigurig keramik cirka 340-320 f.Kr.